# Sannazzaro de’ Burgondi
Sannazzaro de’ Burgondi (lombardul: Sän Näzà) település Olaszországban, Lombardia régióban, Pavia megyében. Lakosainak száma 5087 fő (2023. január 1.). Sannazzaro de’ Burgondi Cornale e Bastida, Corana, Dorno, Ferrera Erbognone, Mezzana Bigli, Scaldasole, Silvano Pietra és Pieve Albignola községekkel határos.

## Népesség
A település lakossága az elmúlt években az alábbi módon változott:
| Lakosok száma | 5442 | 5422 | 5087 |
|               | 2017 | 2018 | 2023 |